# Bolbocerodema nigroplagiatum
Bolbocerodema nigroplagiatum là một loài bọ cánh cứng trong họ Geotrupidae. Loài này được Waterhouse miêu tả khoa học năm 1875.